# Compagnie du chemin de fer de Paris à Lyon
La Compagnie du chemin de fer de Paris à Lyon (PL) est en fait le nom pris par deux compagnies qui se succèdent entre 1846 et 1857. La première entreprend la construction du chemin de fer de Paris à Lyon avant de disparaitre par faillite.
Autorisée en 1846 mais sous-capitalisée avec seulement 200 millions de francs, elle est nationalisée en 1848.
L'État est à l'origine de la création de la deuxième entreprise, l'une des principales entreprises intégrées dans la fusion de 1857 donnant naissance à la Compagnie des chemins de fer de Paris à Lyon et à la Méditerranée (PLM).

## Première compagnie PL (1846-1848)

### Origine
La réalisation d'une voie ferrée de Paris à la Méditerranée est décidée par une loi du 11 juin 1842, qui par ailleurs prévoit une infrastructure construite par l'État et l'exploitation à la charge d'une compagnie privée. Cette même année l'État commence sa construction par des travaux sur la section de Dijon à Châlon, et demande à ses services de réaliser des enquêtes et études pour le tracé de Paris à Dijon. 

### Compagnie PL1
La concession d'un chemin de fer de Paris à Lyon, est autorisé par une loi du 16 juillet 1845. Sa durée de 41 ans et 90 jours est approuvée par une ordonnance du 21 décembre, qui déclare que l'offre, faite par le président et des membres du conseil d'administration d'une nouvelle société : François Henri comte Baudrand, gouverneur du prince royal et pair de France, Charles-Pierre-Eugène Laffitte, banquier, Auguste-Victor-Hippolyte Ganneron, membre de la chambre des députés, et François-Guillaume Barillon, membre du conseil municipal de Lyon, est acceptée et qu'ils sont déclarés concessionnaire. Les statuts de la société anonyme dénommée « Compagnie du chemin de fer de Paris à Lyon » sont approuvés par ordonnance du 1er mars 1846. Elle est dotée d'un capital, de 200 millions de francs pour réaliser une ligne d'environ 500 kilomètres. La ligne doit être terminée dans un délai maximum de cinq ans et la nouvelle compagnie doit rembourser à l'État les dépenses engagées.
Les chantiers ouverts par l'État sont repris par la compagnie, qui entreprend également le percement du tunnel de Blaisy-Bas, le plus important ouvrage d'art du tracé. Mais rapidement la compagnie est confrontée à un grave problème financier car le cumul de ses devis atteint 300 millions de francs alors que le ministère des travaux publics avait estimé le coût de la construction à 180 millions lors de la concession. Cela ne permet plus d'envisager de respecter le délai de cinq ans pour la mise en service. Une prolongation est accordée par une loi du 9 août 1847. Mais le krach de 1847 fragilise financièrement toutes les compagnies et sa suite avec les évènements du début de l'année 1848 (révolution) oblige l'État à mettre sous séquestre la Compagnie du chemin de fer de Paris à Orléans, le 4 avril, et à prendre possession du chemin de fer de Paris à Lyon, par le décret du 17 août. D'autres compagnies sont également mise sous séquestre durant la fin de l'année : la Compagnie du chemin de fer de Bordeaux à La Teste le 30 octobre, la Compagnie du chemin de fer de Marseille à Avignon le 21 novembre, et la Compagnie du chemin de fer de Paris à Sceaux le 29 décembre.
Le rachat de la ligne s'effectue par un échange, avec les actionnaires de la compagnie, des actions contre un coupon de rente. Chaque porteur d'une action de 500 francs a reçu 7,50 fr de rente, soit cinq pour cent, lorsque son action était libérée de 150 francs, et 25 fr de rente, également cinq pour cent, si l'action était totalement libérée. Par ce moyens, l'État a acquis la propriété de l'ensemble des actifs de la compagnie qui a été liquidée. Le coût de ce rachat est de 60 800 000 francs.

## Deuxième compagnie PL (1852-1857)

### Origine
Après son rachat en 1848, l'État poursuit la construction de la ligne de 1849 à 1851 et exploite les tronçons terminés.

### Compagnie PL2
Les statuts de la seconde société, dénommée également « Compagnie du chemin de fer de Paris à Lyon », sont approuvés par décret du 20 mars 1852. Cette création reprend la concession des 512 kilomètres du chemin de fer de Paris à Lyon accordée par décret le 5 janvier 1852.
Lors de la reprise de la ligne le service est constitué de : Adolphe Jullien, ingénieur en chef et directeur, il est maintenu dans les postes de directeur de l'exploitation et de la construction ; François Clément Sauvage, ingénieur des mines, chargé de la direction du matériel ;  Émile Julien Delerue, ingénieur en chef des ponts et chaussées, chargé de l'entretien et de la surveillance de la partie en exploitation ; Paul-Romain Chaperon, ingénieur en chef des ponts et chaussées, chargé de la construction de la section entre Châlon et Lyon ; Ernest Marie Du Boys, James Bidermann, Pierre Eugène Labouré, Pierre Marcel Aclocque, Adrien Ruelle et Louis Joseph Charles Jacquin, ingénieurs des ponts et chaussées, sont attachés au service de l'entretien de la voie et de la construction entre Châlon et Lyon : Jules Poirée, ingénieur des ponts et chaussées, est nommé sous directeur de l'exploitation. L'administration des bureaux est constitué de : Tréfouel, chef du contentieux ; Charlet, chef du mouvement ; Vauthier, chef du service commercial ; Wahl, chef de la traction,. 
Le 20 avril 1854, la compagnie absorbe la Compagnie du chemin de fer de Dijon à Besançon.
La compagnie disparaît officiellement avec le décret du 19 juin 1857 organisant par fusion la création de la Compagnie des chemins de fer de Paris à Lyon et à la Méditerranée (PLM).

## Personnalités de la compagnie
- Marie Étienne François Henri Baudrand (1774-1848), président de la première compagnie.
- Alexandre Goüin (1792-1872), président de la compagnie.
- François Barthélemy Arlès-Dufour (1797-1872), administrateur.